# Real de la Almadraba de Nueva Umbría
El Real de la Almadraba de Nueva Umbría, declarado Bien de Interés Cultural, es un conjunto de edificios de naturaleza industrial ubicado en Lepe (provincia de Huelva, España). Fue construido por el Consorcio Nacional Almadrabero en 1928 para explotar la almadraba de Nueva Umbría, en la desembocadura del río Piedras e integrado en el paraje natural Marismas del río Piedras y Flecha del Rompido.
Las instalaciones, ubicadas junto a la orilla, se dividen en dos grandes áreas, Real Viejo y Real Nuevo, de diferente época y unidas por un camino, en el que se encontraba la cantina. El Real Nuevo, a su vez, se dividía en zona administrativa, de trabajo y de viviendas. 
La construcción del conjunto responde a las necesidades de mejorar la explotación de la almadraba de Nueva Umbría, situada frente a la costa, en el siglo XX. Previamente habían sido caladas almadrabas en esta zona al menos desde el siglo XIII, cuando la Casa de Medina Sidonia obtuvo el privilegio de explotación de todas las almadrabas desde el río Guadiana hasta el Reino de Granada. 
El real fue habitado de forma estacional durante el periodo de actividad de la almadraba de Nueva Umbría por unas 900 personas, de 1929 a 1963. La población procedía, principalmente, de las poblaciones costeras cercanas. En la segunda década del siglo XXI se encuentra en estado ruinoso y diversas iniciativas han intentado recuperarlo como centro de interpretación.

## Descripción
El Real de la Almadraba es un conjunto de edificios e instalaciones cuyo fin era albergar tanto a los trabajadores como a las actividades relacionadas con la explotación de la almadraba. Constituye un pequeño núcleo de población temporal de unos 900 habitantes, hoy en ruinas, organizada en tres áreas: 

### Zona de administración

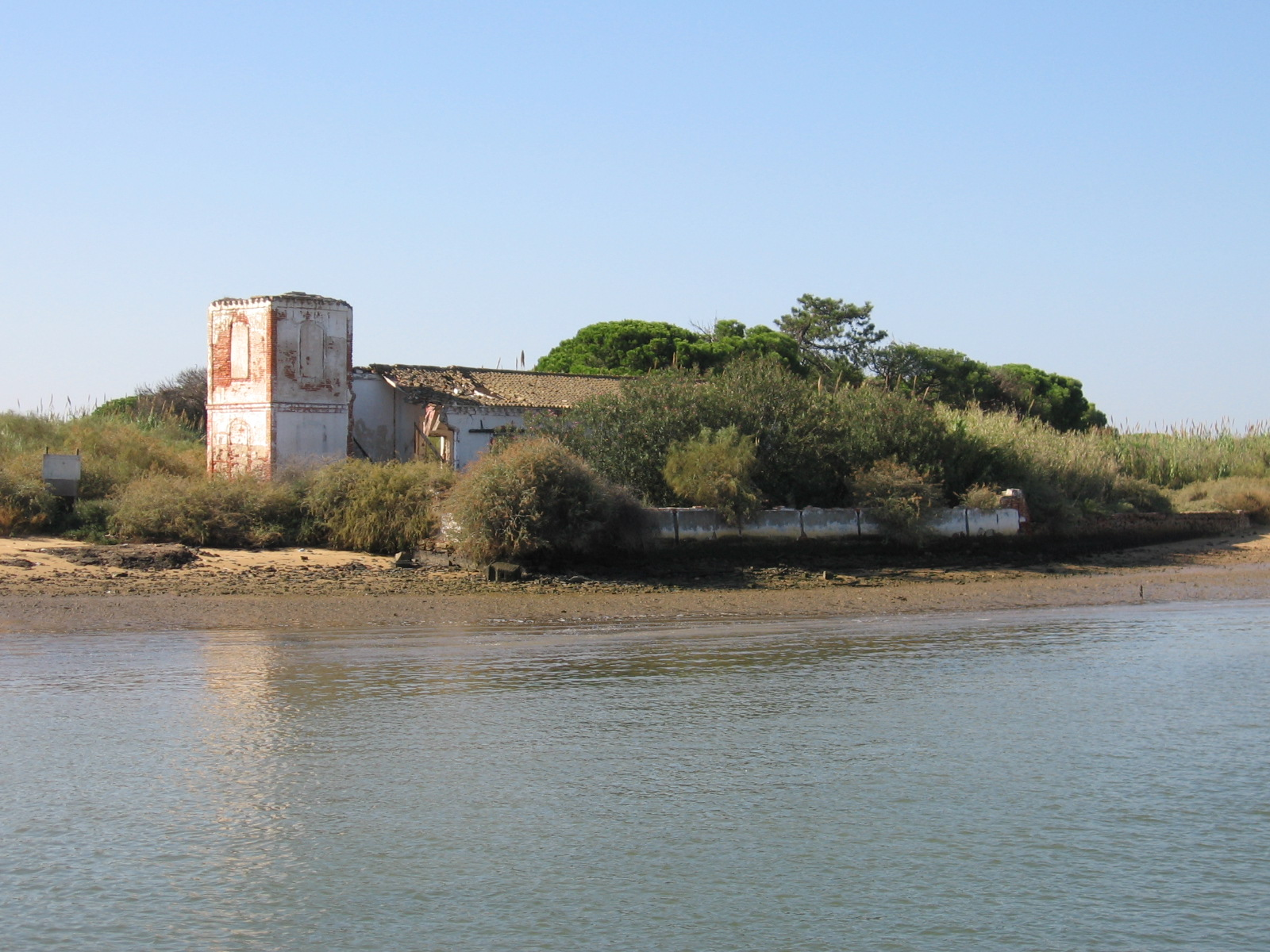
Casa del Capitán

La zona de administración la integraban la Casa del Capitán y un horno, un gallinero y un pequeño huerto anexos a ella. Este pequeño conjunto de edificios estaba separado del resto de dependencias del Real. La Casa del Capitán se dividía a su vez en la vivienda del capitán (a poniente), la vivienda del administrador de tierra con su oficina (a levante) y el torreón. Este último, de planta cuadrada de cinco metros de lado, estaba ubicado en el extremo oriental del edificio y tenía acceso desde la oficina del administrador de tierra. Desde él se podían divisar todas las instalaciones del Real, las embarcaciones atracadas en la ría e, incluso y con catalejos, el lugar de calamento de la almadraba. Las viviendas del capitán y el administrador de tierra disponían de cocina y baño con bañera propios, comodidades superiores a la mayoría de habitantes del Real y correspondiente a su rango. La del capitán, además, tenía un salón con chimenea. Al sur, entre la fachada de la casa y el río, había una amplia terraza enlosada de veintitrés metros de longitud en la que el capitán pasaba algunas tardes con su mujer, hijas y amigos, aunque también acudían a jugar algunos niños que vivían en el Real.

### Zona de trabajo y almacenamiento de enseres
Principal área de actividad industrial, ubicada a levante de la Casa del Capitán y que agrupaba las siguientes edificaciones:
- Embarcadero: tenía planta rectangular y permitía el acceso al real en embarcación. Sus restos del embarcadero quedan al descubierto con la bajamar
- Caseta del gasoil: construcción cuadrangular de ladrillo y hormigón que servía para almacenar los bidones del combustible necesario para las embarcaciones.
- Calderas y chimenea: las calderas eran alimentadas por dos fuegos ubicados por debajo y con la chimenea anexa como tiro. En ellas se derretía el alquitrán con el objetivo de usarlo para proteger cables y anclas.
- Alquitranadero: el edificio era rectangular de fábrica de ladrillo y revoque de mortero de cal o cemento. Se encontraba conectado mediante dos tubos a la instalación de las calderas y contaba con dos recipientes donde se depositaba el alquitrán líquido. Los cables eran sumergidos en el alquitrán con ayuda de un aparejo de dos poleas y trasladados al escurridero por medio de unos tableros que conectaban ambas instalaciones.
- Nave de almacenamiento y escurridero.

En la explanada entre la caseta del gasoil y la Casa del Capitán se alineaban las anclas.

### Zona de viviendas y servicios
Área residencial, destinada a la vivienda de la población del Real y compuesta por once barracones, de los que se conservan actualmente nueve. Al tratarse de una aldea aislada había también varios servicios básicos como barbería, botiquín y escuela.

## Historia

### La pesca del atún en el Golfo de Cádiz

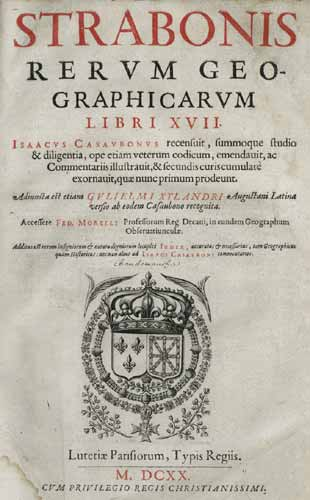
Edición de la Geografía de Estrabón de 1620 por Isaac Casaubon.

Existen numerosos yacimientos arqueológicos costeros en el Golfo de Cádiz relacionados con la pesca, entre los que destaca Baelo Claudia. La abundancia de atunes y la presencia de la industria de salazón de pescado en la zona es descrita por Estrabón en su obra Geografía:

Se reúnen también en esta zona muchos atunes que vienen de otras partes de la costa exterior, gordos y voluminosos (...) Y los atunes cuanto más se aproximan a las Columnas viniendo del exterior, tanto más adelgazan por falta de alimento.
Geografía, III 2,7.

Y tampoco escasea la industria de salazón de pescado, procedente tanto de la zona como del resto del litoral más allá de las Columnas.
Geografía, III 2,6.

Guzmán el Bueno, fundador de la Casa de Medina Sidonia, recibió del rey Sancho el Bravo en 1294 el privilegio de armar almadrabas desde el río Guadiana hasta la costa del Reino de Granada. Este privilegio fue ratificado por Fernando IV en 1299, por Enrique II en 1376 y por otros documentos sucesivos mencionados en 1773 por Manuel Belinchón, escribano del rey Carlos III. Estos privilegios no estuvieron exentos de disputas y fueron confrontados por el Concejo de Cádiz, el Concejo de Tarifa, Rodrigo Ponce de León (I duque de Cádiz) y Fadrique Enríquez de Ribera (I marqués de Tarifa), entre otros, quienes tenían interés en calar sus propias almadrabas. Los duques de Medina Sidonia acuden a la autoridad real en múltiples ocasiones en defensa de sus privilegios, entre los que cabe destacar la sentencia del Real Concejo de Castilla emitida a causa de la queja de Alonso de Guzmán y Sotomayor, VII duque, en 1563 contra los vecinos de Tarifa.

Los sobrevenidos ni otra persona alguna, no pesquen, ni maten Atunes con ningún genero de Redes, sencillas, ni dobladas, ni en cualquier manera, en la Playa de esta Villa, y Pesquerias de ella, ni en toda la costa del mar del Andalucia, desde el rio de Odiana, hasta la costa del Reino de Granada, è cualquier Atún, è Atunes que se entraren, è tornaren en qualquier Red, los suelten luego, y dexen ir libremente: Y a que no hagan Almadrava, ni tengan Atalaya, Redes, Peltrechos, Cochillas, Chancas, ni otros aparejos para pescar, ni matar los dichos Atuntes, so pena de tres años de Galeras, que sirvan à S.M.: Y à que no perturben, ni inquieten en la antigua possession, vel casi, uso, è costumbre en que dicho Duque de Medina Sidonia ha estado, y està, y sus Predecessores, de hacer Almadravas, pescar y matar los dichos Atunes, desde el rio de odiana, hasta la costa del Reyno de Granada, y a que ningún otro lo haga.
Sentencia emitida por el Real Concejo de Castilla tras las quejas del VII duque de Medina Sidonia contra los vecinos de Tarifa

Escudo del Ducado de Medina-Sidonia.

Los privilegios de la Casa de Medina Sidonia fueron abolidos de forma definitiva mediante la Real Orden de 20 de febrero de 1817. En 1828 se establecieron las condiciones para consignar las almadrabas a los gremios de pescadores y se aprobó el reglamento para las almadrabas de poniente (Golfo de Cádiz). Ello dio lugar a la proliferación de nuevas almadrabas y a la sobreexplotación de los recursos, por lo que muchas fueron abandonadas a causa de las pérdidas que generaban.

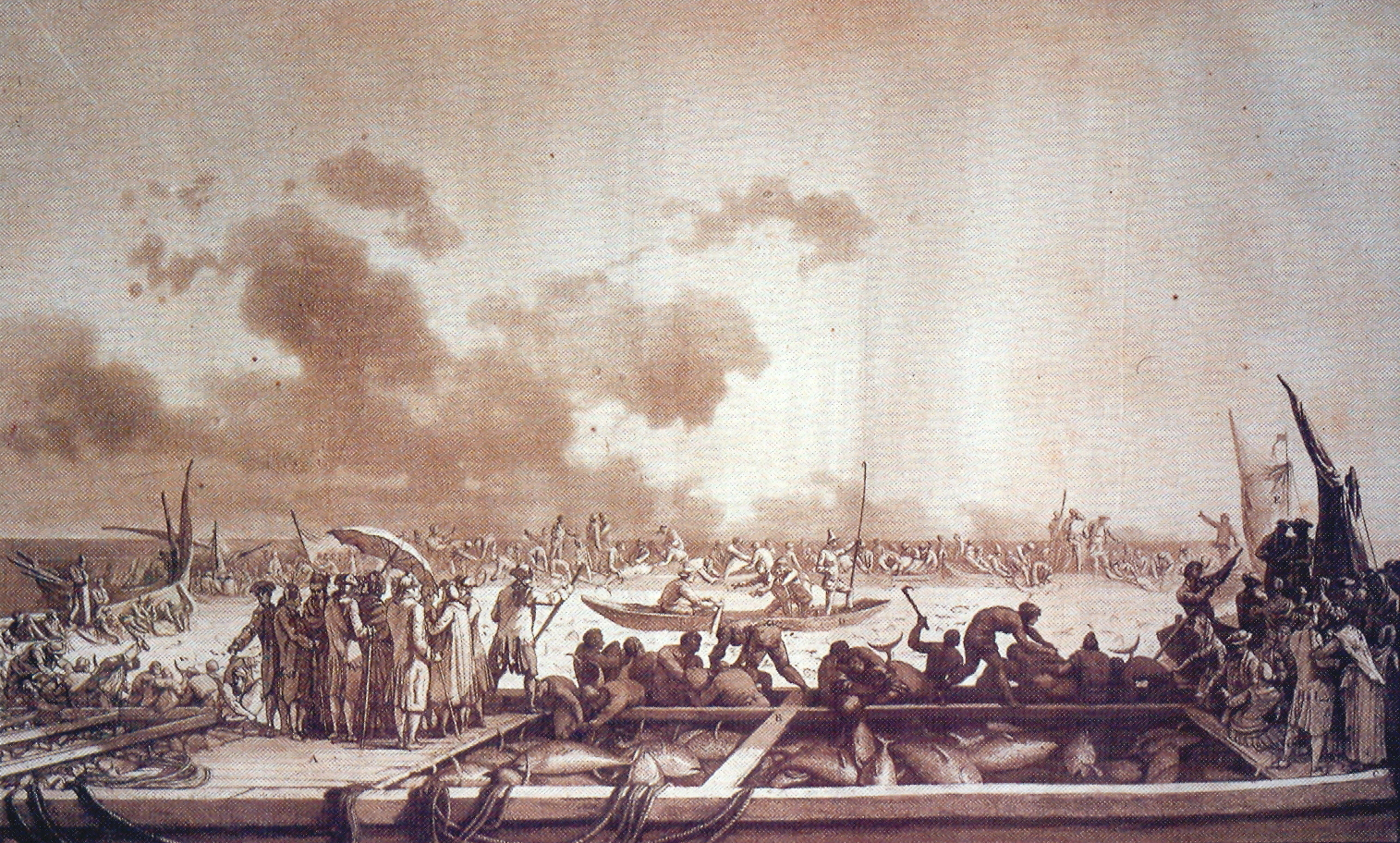
La pêche du thon (La pesca del atún), de Jean-Pierre Houël, 1782.

El Diccionario Geográfico-Estadístico de Sebastián de Miñano (1826-29) destaca la pesca de la sardina y el atún como principal industria de la villa de Lepe.
A inicios del siglo XX se calaban ocho almadrabas en el litoral onubense, entre las que se encontraba la de El Terrón. Esta aparecía también calada en 1923 junto a otras cinco, tras la desaparición de las de La Tuta y Punta. La incorporación de nuevas técnicas fue lenta e ineficiente durante todo el siglo XIX.

### Construcción del Real Nuevo
En 1928, y con el fin de proteger el sector pesquero y conservero, Primo de Rivera impulsa la constitución del Consorcio Nacional Almadrabero. Esta entidad inicia inmediatamente la creación del Real Nuevo de Nueva Umbría, aprovechando las ruinas del anterior. 
La temporada de trabajo en el Real de Almadraba iba de febrero a octubre y en él vivían cerca de un millar de personas, de los cuales doscientos eran almadraberos. En 1931, dos años tras la puesta en funcionamiento, se empleaban 29 embarcaciones y 432 empleados. En la almadraba de Nueva Umbría se capturaron 270 547 atunes y atunarros (promedio anual de 8 198), convirtiéndose en la más productiva de la provincia de Huelva y la tercera de todo el Golfo de Cádiz, tanto en capturas totales como en promedio anual.
En 1963, alegando un alto descenso en el número de capturas, la empresa decide abandonar la almadraba. Diez años después desaparece el Consorcio Nacional Almadrabero.

### Intento de reapertura
En la década de los 80 la empresa ANUSA realizó un intento de recuperar la captura de atunes mediante la almadraba, que resultó finalmente fallido.

## Protección y estado de conservación
El Real de la Almadraba de Nueva Umbría es de titularidad privada y se encuentra en estado ruinoso, aunque se encuentra en un Paraje Natural.

### Protección
La parcela rústica número 5, polígono 14, con referencia catastral 21044A014000050000WE del municipio de Lepe es en la actualidad de propiedad privada. 
El Plan Especial de Protección del Medio Físico y Catálogo de Espacios y Bienes Protegidos de la Provincia de Huelva cataloga como espacio protegido con protección integral, en la categoría de Complejos litorales excepcionales, la Flecha del Rompido, sita en Lepe, con 595 has. de extensión. La protección se justifica por constituir este espacio el ecosistema litoral más dinámico de la costa onubense, con una componente geomorfológica única en las costas europeas. 
Entre las medidas de ordenación específicas propone la declaración de espacio natural protegido. Medida que se vio materializada en la declaración por parte de la Consejería de Medio Ambiente del Paraje Natural Marismas del Río Piedras y Flecha del Rompido. 
Por último se adoptan medidas en referencia a la Almadraba recogidas tanto en el Plan de Ordenación del Territorio del Litoral Occidental de Huelva como en el PGOU de Lepe.

### Estado de conservación

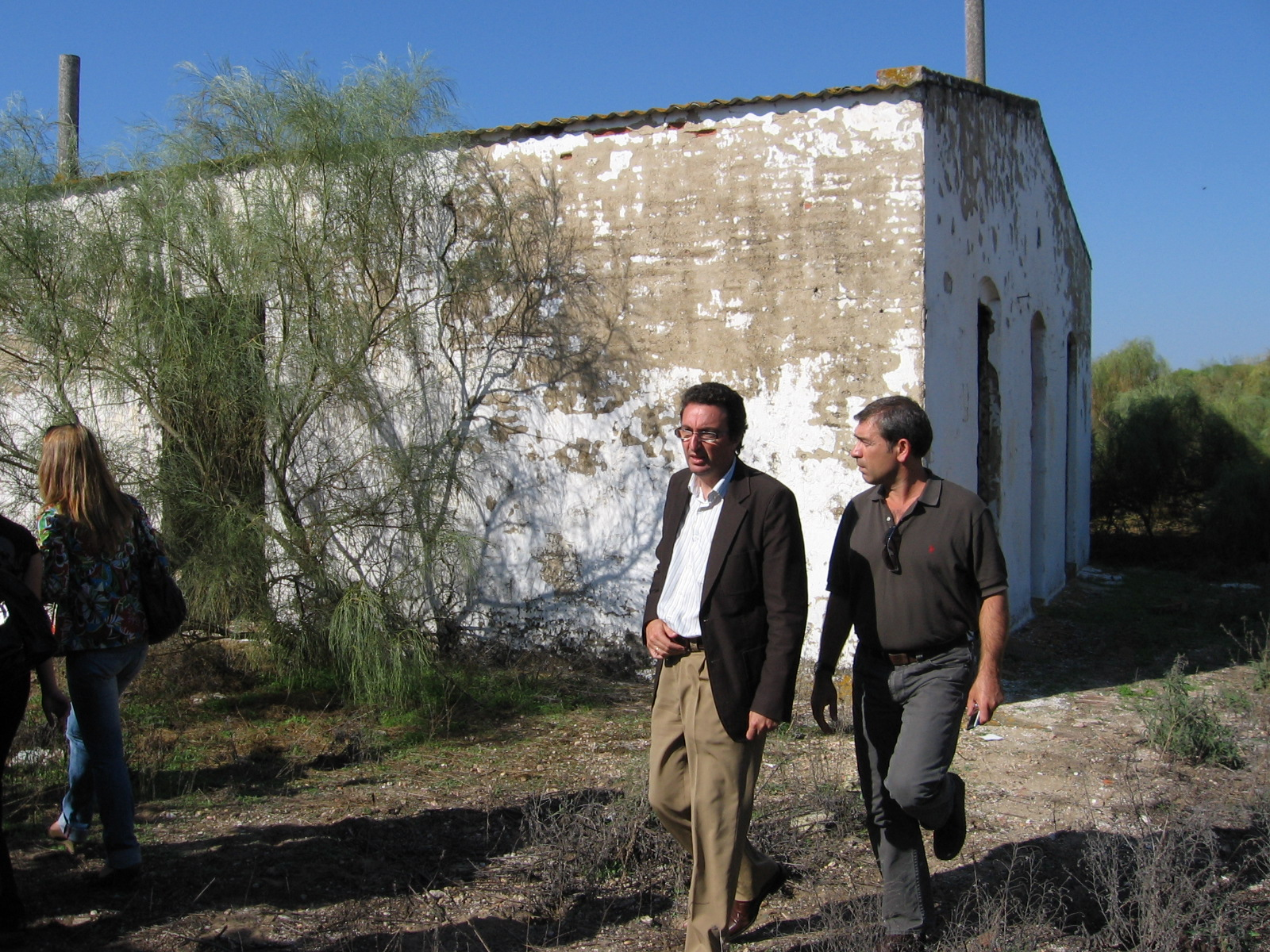
Visita del Ayuntamiento de Lepe a las ruinas del Real de la Almadraba de Nueva Umbría, en 2007. En el centro de la foto Manuel Andrés González, Alcalde de Lepe.

Los edificios que componen el Real de la Almadraba están en ruinas, aunque se conserva la mayoría de las estructuras y sus techos. El estado de abandono ha propiciado la aparición de una abundante vegetación, que cubre especialmente la explanada situada entre la Casa del Capitán y los barracones de viviendas. El embarcadero tampoco puede cumplir su función actualmente, quedando además bajo el agua a excepción de los períodos de bajamar.

### Iniciativas de recuperación
En el siglo XXI ha habido varias iniciativas para impulsar la recuperación del Real de la Almadraba, pero ninguna con éxito. Institucionalmente ha sido el Ayuntamiento de Lepe quien ha promovido la restauración desde 2005, llegando a presentar un proyecto de recuperación que incluye museo y centro de interpretación histórico a través del Consorcio de Turismo Sostenible de la Costa Occidental de Huelva.
Además, han surgido varias iniciativas ciudadanas, como la Asociación Almadraba El Terrón y la Asociación Flecha de Nueva Umbría, unificadas en el año 2012 en la Asociación Almadraba El Terrón y Flecha de Nueva Umbría. 
En agosto de 2014 la Asociación de Vecinos Río Piedras, de El Rompido (Cartaya) creó la Plataforma Ciudadana para la Rehabilitación de la Almadraba de Nueva Umbría, cuyo objetivo era conseguir la declaración del Real de Almadraba como Bien de Interés Cultural. A instancias de esta iniciativa ciudadana, el Parlamento de Andalucía aprobó la declaración de Bien de Interés Cultural del Real de la Almadraba de Nueva Umbría, el 16 de octubre de 2014.
El Ayuntamiento de Lepe consiguió en 2018 la concesión del Real de Almadraba, tras lo que suscribió un convenio para una inversión de 633.000€ por parte de la Junta de Andalucía.

## Capitanes de la Almadraba
- Juan Martín Escobar "El Trementina" (1929-1935)
- Pedro Vaello Bayona (1935-1954)
- Juan Llorca Miquel (1954-1955)
- Jaime Orts Farachm (1956-1963)
- Claudio Columé (1985)
- Jacinto Vaello Llorca (1986)